# Volker Demuth

Volker Demuth, 2018

Volker Demuth (* 21. Juli 1961) ist ein deutscher Schriftsteller. Sein Werk umfasst Lyrik, Prosa und Essay. Demuth entwickelte innerhalb der Literatur mit dem RaumPoem eine Form multimedialer lyrischer Sprachinstallation. In seinen Essays hat er in die Kulturtheorie die Begriffe Topische Ästhetik, Zyklomoderne und Carneologie eingeführt.

## Leben
Demuth stammt aus einer Arbeiterfamilie, besuchte das Gymnasium und studierte an den Universitäten Tübingen und Oxford Philosophie, Literaturwissenschaft und Geschichte. 1993 wurde er in Tübingen mit der Dissertation  Realität als Geschichte. Biographie, Historie und Dichtung bei J. M. R. Lenz promoviert. Danach war er freier Autor und Dozent für Medientheorie und ab 2000 Professor für Mediengeschichte und Medientheorie an der Fachhochschule Schwäbisch Hall. 2004 gab er seine Professur auf, um erneut als freier Schriftsteller zu arbeiten. Er lebt in Berlin und ist Mitglied des PEN-Zentrums Deutschland.

## Werk
In seinem Buch „Realität als Geschichte“ (1994) entwickelt er früh für die Literaturwissenschaft eine „Theorie der Narrativität“, die Lebensgeschichte, Historie und Dichtung methodisch verknüpft. Der Schwerpunkt seines Schreibens lag zunächst aber bei der Lyrik. Während bei den ersten Gedichtbänden von der Kritik auf „die zarte und genaue Skepsis“ sowie auf Erinnerungs- und Bewusstseinsschichten hingewiesen wurde, „die zu Bildern des Palimpsestartigen geformt werden“, wird von der Literaturwissenschaft beim bisher letzten Lyrikband „Lapidarium“ (2010) „das sukzessive Übersteigen gegenständlich vorstellbarer Bilder“ und die Weiterentwicklung einer „zeitgenössischen experimentellen Poesie“ hervorgehoben. Die Lyrik von Volker Demuth wurde ins Englische, Französische und Russische übersetzt.
Seit 1993 schrieb er Hörspiele, Essays, O-Ton-Collagen und Features für den öffentlich-rechtlichen Rundfunk. Ende der 1990er Jahre erfand er mit dem „RaumPoem“ eine neue, räumliche Form der Lyrik. Ausgehend von Gedichten entwickelte er dabei eine installative Sprachform, bei der Video, Sound, Foto, Text, Licht, Architektur verwendet werden. Die spatiale Form von Lyrik ermöglicht ein erweitertes Spektrum von Text, Technologie, Medien, Körper und Raum.
2007 erschien mit der Erzählung „Das angekreidete Jahr“ sein erstes Prosabuch, das sich als eines der ersten literarischen Werke mit der Kindheit seiner Generation auseinandersetzt. Auffällig sind der „große Erzählton“ und „eine Sprachkomposition, die von einer bemerkenswerten Beobachtungsgabe lebt“. Das 2019 erschienene autofiktionale Buch „Niederungen und Erhebungen“ knüpft daran an. Es macht eine beispielhafte deutsche Geschichtserfahrung sichtbar und erzählt in einer biografischen Spurensuche von den politischen und seelischen Prägungen innerhalb einer spannungsreichen Landschaft.
Im April 2012 wurde Volker Demuth von der Deutschen Schillerstiftung die Eugen Viehof-Ehrengabe für sein Gesamtwerk, dessen große Stärke in der „Kraft seines poetischen Ansatzes und seiner klugen, konzentrierten und kompromisslosen Arbeit“ liege, verliehen.
In seinem Essay „Zyklomoderne“ (2010) stellt Demuth die kulturelle Rolle des Kreisens jener einer modernen Linearität gegenüber. Dabei erkennt er die Körper-, Technik- und Mediengeschichte der Neuzeit sowie die heutige ökonomische Dynamik zunehmend geprägt von der zentralen Figur der Drehung, der Schleifen, Rekursionen, Loops und Kreisläufe. Mit der globalen Computer- und Medienrealität nichtlinearer Prozesse der Zirkulation von Informationen und Kapitalströmen werde das Kreisen zur bestimmenden Semantik der Weltkultur. Das dialektische bzw. fortschrittsgeprägte Geschichtsverständnis trete dadurch in den Hintergrund. Das Konzept einer Zyklomoderne hat in der Kunst bei dem Künstler Wolfgang Petrick und in der Kulturtheorie bei Tilman Baumgärtel („Schleifen“) Widerhall gefunden.
Der darauf folgende Essay-Band Zur Sprache kommen oder Schreiben.doc (2012) untersucht, auf der Folie von generationstypischen Erfahrungen des Autors, u. a. die medialen Dispositionen der „Fernsehgeneration“, als der „ersten wirklichen Bildergeneration in der Geschichte“.
In Demuths 2013 erschienenem Roman „Stille Leben“ (2013) erkennt die Frankfurter Allgemeine Zeitung ein „beeindruckendes, intellektuell und menschlich herausforderndes Sittengemälde unserer Zeit“, in dem „der zentrale Bedeutungsträger das Fleisch selbst ist“. In dem im gleichen Jahr in der Zeitschrift Lettre International (Nr. 101) publizierten Essay Fleisch schlägt Demuth dann einen speziellen Forschungsbereich zu den kulturellen Codierungen und wissenschaftlichen Techniken des Fleischs vor, die „Carneologie“. Nachdem die erste wissenschaftliche Tagung zur Carneologie unter dem Titel „We are meat“ in Berlin von der Guardini Stiftung im Januar 2015 veranstaltet wurde, fand die erste monothematische Ausstellung zu Fleisch in Deutschland von Oktober 2015 bis Februar 2016 im Museum Villa Rot statt. Dabei wurden u. a. Arbeiten von Jana Sterbak, ORLAN und Hermann Nitsch gezeigt. Mit seinem Buch „Fleisch. Versuch einer Carneologie“, das 2016 erschienen ist, formulierte Volker Demuth dann die erste umfangreiche kulturgeschichtliche Untersuchung, die Grundüberlegungen zu einer Theorie des Fleischs entwickelt. Darin „rückt Volker Demuth die selbstverständliche, aber kaum bewusst gemachte Materialbasis menschlicher Existenz in den Fokus und beleuchtet unseren Umgang mit uns selbst. Von der Fleischwerdung Gottes über die Vermessung des Menschen in der Renaissance bis zur Pornografie unserer Tage.“
Die carneologische Frage, zu was der Mensch in einem humantechnologischen Zeitalter umgeformt werden kann, beschäftigt Demuth auch in seinem Buch »Der nächste Mensch«. Dabei sieht er das global wirksame Fortschrittsbild des 21. Jahrhunderts in einer Bioutopie, bei der sich der Mensch zu sich selbst als bioorganisches Designobjekt verhält. Die lebenswissenschaftlich-biotechnologische Forschung schafft zusehends größere und wirkungsvollere Möglichkeiten, auf die fleischliche Substanz verändernd und steuernd Einfluss zu nehmen bis zu einem Punkt, wo es gelingt, sich schrittweise von den Bedingungen biologischer Evolution loszulösen. Demuth entwirft das kritisch hinterfragte Bild einer Körper-, Technik- und Mediengeschichte, in der es die wachsende evolutionäre Autonomie erlaubt, in einer von tiefreichenden globalen Umweltveränderungen gekennzeichneten Welt die Zivilisation mittels der Anpassungen postökologischer Bioperfektion auch ökonomisch erfolgreich fortzuführen.

## Werke

### Bücher
- Bewirtschaftung der Kälte, Gedichte, Warmbronn 1990
- Das Opfer, Ein Schauspiel, Eggingen 1990
- Realität als Geschichte, Biographie, Historie und Dichtung bei J.M.R.Lenz, Würzburg 1994
- Kettenacker Elegien, Gedichte, Uhldingen 1995
- Durch Halden, Gedichte, Weilerswist / Köln 1996
- Bits and Bones, Gedichte, Weilerswist / Köln 2001
- Topische Ästhetik. Körperwelten Kunsträume Cyberspace, Würzburg 2002
- Das Material des Sanddornschattens. Ein RaumPoem, Weilerswist / Köln 2003
- Flughaut Hirnfries, Gedichte, Warmbronn 2006
- Textwelten und Bildräume, Essays zu Literatur und Medien, Würzburg 2007
- Das angekreidete Jahr, Erzählung, Tübingen 2007
- Lapidarium, Gedichte, Weilerswist / Köln, 2010
- Zyklomoderne, Essay, Wien 2010
- Zur Sprache kommen oder Schreiben.doc, Essay, Wien 2012
- Stille Leben, Roman, Tübingen 2013
- Fleisch. Versuch einer Carneologie, Berlin 2016
- Der nächste Mensch, Berlin 2018
- Niederungen und Erhebungen, Berlin 2019
- Fossiles Futur. Gedichte, Passagen Verlag, 2021

### Publikationen in Zeitschriften (Auswahl)
Literaturzeitschriften: die horen, Das Gedicht, Konzepte, neue deutsche literatur, Literaturmagazin, Jahrbuch der Lyrik, Allmende; Kulturzeitschriften: Lettre International, Neue Rundschau, Kunst und Kultur, Ethik und Unterricht, Weimarer Beiträge, Das Wort.

### Hörmedien
- CD Sektor A/B, mit elektronischen Kompositionen von Fried Dähn, *Klangsteine Records, LC 12346 KSR 2005-002, erschienen 2005.

## Stipendien und Preise
- 2001: Literaturstipendium des Landes Baden-Württemberg
- 2003: Stipendium Künstlerhaus Edenkoben
- 2007: Gaststipendium Writers and Translators Center of Rhodes
- 2012: Eugen-Viehof-Ehrengabe der Deutschen Schillerstiftung
- 2018: Werkstipendium Deutscher Literaturfonds